# Helmer Hanssen
Helmer Julius Hanssen (24 de setembre de 1870 - 2 d'agost de 1956) fou un explorador polar noruec, un dels cinc primers a arribar al pol Sud en l'Expedició Amundsen el 14 de desembre de 1911. També participà en la conquesta del Pas del Nord-oest com a segon de bord de Roald Amundsen.